# Волноплодник
Волноплодник (лат. Cymatocarpus) — олиготипный род травянистых растений семейства капустные (Brassicaceae). 
Листорасположение очередное, листья простые. Цветки актиноморфные, лепестков четыре. Лепестки жёлто-серного цвета, коротко-ноготковые. Плод сухой стручок.
Стручки длинные, линейные, сильно сплюснутые и чётковидно-бугорчатые, с тупой верхушкой. Створки стручка с очень тонкой центральной жилкой и слабо различимыми продольными боковыми. Перегородка прозрачная, без жилки.Семена сплюснутые, эллипсоидные со спинкокорешковым зародышем. Семядоли линейчатые и очень узкие. 
Род образуют три вида. Два из которых произрастают в Средней Азии, а один в Закавказье. Некоторые виды ранее могли относить к роду Sisymbrium (Гулявник).
Список видов
- Cymatocarpus grossheimii N.Busch — Волноплодник Гроссгейма
- Cymatocarpus heterophyllus (Popov) N.Busch — Волноплодник разнолистный [syn.  Cymatocarpus popovii Botsch. & Vved. nom. illeg. — Волноплодник Попова]
- Cymatocarpus pilosissimus (Trautv.) O.E.Schulz — Волноплодник мохнатый